# Василий (Зеленцов)
Епи́скоп Васи́лий (в миру Василий Ива́нович Зеленцо́в; 8 марта 1876, село Зимарово, Раненбургский уезд, Рязанская губерния — 7 февраля 1930, Москва) — епископ Православной российской церкви, епископ Прилукский, викарий Полтавской епархии.
Причислен к лику святых Русской православной церкви в августе 2000 года.

## Биография
Родился 8 марта 1876 в селе Зимарово Раненбургского уезда Рязанской губернии (ныне Александро-Невский район, Рязанская область) в семье священника.
Окончил Раненбургское духовное училище (1889), Рязанскую духовную семинарию (1896) и Московскую духовную академию со степенью кандидата богословия (1900).
Помощник инспектора, заведующий библиотекой и преподаватель литургики, Священного Писания и истории русского раскола в Красноярской духовной семинарии (1901), член правления и казначей Александро-Невского общества и Красноярского Рождество-Богородичного братства (1902), преподаватель русского и латинского языков в Мариупольском духовном училище (1904), окружной миссионер Екатеринославской епархии (1912), преподаватель истории и обличения русского раскола в Екатеринославской духовной семинарии, коллежский советник (1913), мариупольский окружной миссионер (1914), выборщик от крестьян по избранию кандидата на Рязанскую кафедру (1917).
Был избран членом Поместного собора Православной российской церкви 1917—1918 годов от мирян Рязанской епархии, участвовал во всех трёх сессиях, член Комиссии о гонениях на Православную Церковь и I, II, VII, IX, X, XIX отделов, секретарь подотдела об афонской службе. В полемике, развернувшейся вокруг вопроса о взаимоотношениях Церкви и государства, отстаивал необходимость независимости Церкви; критиковал позицию некоторых членов Собора, желавших добиться от государства содержания взамен на церковную свободу.
В 1918 году миссионер в Полтавской епархии. Холост.
В 1919 году был рукоположён во иерея архиепископом Феофаном (Быстровым). С 1920 года — второй священник, затем — настоятель Свято-Троицкого храма города Полтавы. Много проповедовал, учил паству внимательной молитве, ввёл общенародное пение во время служб, проводил духовные беседы по воскресным дням. Взял на своё иждивение четверых детей-сирот умершего священника. Основал молодёжное Покровское христианское общество, которое рассматривалось как альтернатива комсомолу. Выступал против выдачи властям церковных ценностей.
Был арестован 30 мая 1922 года в Полтаве и на показательном процессе 12 августа 1922 года приговорён губернским революционным трибуналом к смертной казни. Благодаря протесту, поданному верующими рабочими на имя Ленина, казнь была заменена пятью годами заключения. Находился в Харьковской тюрьме, освобождён в 1925 году по амнистии после прошения о помиловании, где заявил: «Уважая право народа самому, по своему желанию, выбирать и организовывать себе верховное правительство, я теперь ищу мира с Соввластью». Забрал с собой ребёнка умершей женщины-нищенки (просившей милостыню у здания тюрьмы) и воспитывал его вместе с другими четырьмя детьми.

## Архиерейство
В августе 1925 года пострижен в мантию и возведён в сан архимандрита архиепископом Полтавским Григорием (Лисовским). 25 августа в Троицком храме хиротонисан во епископа Прилукского, викария Полтавской епархии. Хиротонию совершали архиепископ Григорий (Лисовский) и тайно прибывший в Полтаву епископ Глуховский Дамаскин (Цедрик).
В сентябре 1926 года был арестован в Харькове (в Полтаве власти опасались это сделать, боясь возмущения народа, в основном рабочих) и приговорён к трём годам лагерей. Срок заключения отбывал в Соловецком лагере особого назначения. Находясь в лагере, осудил «Декларацию митрополита Сергия (Страгородского)», в которой содержались призывы к полной лояльности советской власти. Осенью 1927 года смог составить и отправить на большую землю два документа: «Открытое письмо с Соловков Заместителю Патриаршего Местоблюстителя митрополиту Сергию по поводу его Послания от 16/29 июля 1927 г.» и «Необходимые канонические поправки к посланию митрополита Сергия и его Священного Синода от 16/29 июля 1927 г.». Главная мысль первого документа заключалась в том, что «Церковь не может взять на Себя перед Государством (какова бы ни была в последнем форма правления) обязательства считать „все радости и успехи Государства — Своими радостями и успехами, а все неудачи — Своими неудачами“». «Необходимые канонические поправки…» развивали положения «Открытого письма» и строились на утверждении, что Поместный собор 15 августа 1918 года прекратил общеобязательную церковную политику «соборным своим постановлением о том, чтобы впредь никого из членов Православной Церкви не привлекать к общественному церковному суду и наказанию за политические действия, именно как за политические».
Написал в начале 1928 года «Моё завещание» с резкой критикой «Декларации». Один из авторов Послания соловецких епископов, составленного в связи с декларацией митрополита Сергия, в котором содержался призыв открыто заявить большевистскому правительству, что «Церковь не может мириться с вмешательством в область чисто Церковных отношений государства, враждебного религии».
В ноябре 1928 года освобождён из лагеря и отправлен в ссылку в Иркутскую область. Жил в деревне Пьяново Братского района, работал над богословскими трудами.
В августе 1929 года написал большую работу «В чём состоит верность Христу в церковной жизни» с критикой деятельности митрополита Сергия. В этой рукописи, помимо прочего, говорилось о необходимости борьбы с советской властью всеми возможными способами. Рукопись была размножена верующими и получила широкое распространение. Вскоре после этого, 9 декабря 1929 года, был арестован и этапирован в Москву, в Бутырскую тюрьму.
3 февраля 1930 года коллегия ОГПУ приговорила его к расстрелу. Расстрелян 7 февраля того же года. Похоронен в братской могиле на Ваганьковском кладбище в Москве.

## Канонизация и почитание
1 ноября 1981 года Архиерейский Собор РПЦЗ канонизировал Собор новомучеников и исповедников Российских, но без поимённой канонизации. В дальнейшем в число новомучеников был включён и епископ Василий без установления отдельного дня памяти.
11 июня 1997 года на заседании Священного Синода Украинской православной церкви было принято решение о причислении убиенного епископа Прилукского Василия к лику святых. Память священномученика Василия установлено совершать 22 марта/ 4 апреля.
Торжества в связи с прославлением священномученика Василия состоялись в Полтаве 4 апреля 1998 года, в день празднования памяти святого. В последний раз была отслужена заупокойная лития по убиенному епископу Василию. С тех пор каждый год в день его памяти богослужения служатся за уставом храмового праздника, обязательно служится Божественная литургия.
Причислен к лику святых новомучеников и исповедников Российских на Юбилейном Архиерейском соборе Русской православной церкви в августе 2000 для общецерковного почитания.

## Сочинения
- О правах епископов, прочих клириков и мирян на законодательных Поместных Соборах // ГАРФ. Ф. 9452. Оп. 1. Д. 68.
- Открытое письмо с Соловков Заместителю Патриаршего Местоблюстителя митрополиту Сергию по поводу его Послания от 16/29 июля 1927 г. // ГАРФ. Ф. Р-5919. Оп. 1. Д. 1. С. 53-54.
- Уроки веры и благочестия для краткосрочных противосектантских миссионерских курсов. Екатеринослав, 1914.
- О пище чистой и нечистой (Против адвентистов седьмого дня). Екатеринослав, 1914.
- О Св. Писании; Об Апостольском устном предании // Екатеринославский благовестник. 1914. — № 4-5.
- Из Святого Писания учение о праздновании воскресного дня // Екатеринославский благовестник. 1914. — № 4.
- Девять библейских молитв об умерших и притча о богатом и Лазаре // Екатеринославский благовестник. 1916. — № 1-2.
- Суждение о раздорнической деятельности главы «григорианского раскола» // Акты Святейшего Тихона, Патриарха Московского и всея России, позднейшие документы и переписка о каноническом преемстве высшей церковной власти, 1917—1943. Сб. в двух частях / Сост. М. Е. Губонин. М., 1994. — С. 443—444.
- Необходимые канонические поправки к Посланию Заместителя Патриаршего Местоблюстителя митрополита Сергия и Временного при нем Патриаршего Священного Синода от 16 (29) июля 1927 г. // Польский М., протопр. Новые мученики Российские. Ч. 1-2. Джорданвилль, 1949—1957 гг. (репринт: М., 1993). Ч. 2. — С. 46-47
  - Акты Святейшего Тихона, Патриарха Московского и всея России, позднейшие документы и переписка о каноническом преемстве высшей церковной власти, 1917—1943. Сб. в двух частях / Сост. М. Е. Губонин. М., 1994. — С. 520—521.
- Общая картина отношений русской высшей церковной власти к имябожникам в связи с вероучением об имени Божием // Богословские труды. М., 1997. — № 33. — С. 165—205